# Arcidiecéze Saint Paul a Minneapolis
Arcidiecéze Saint Paul a Minneapolis (latinsky Archidioecesis Paulopolitana et Minneapolitana) je římskokatolická arcidiecéze na části území severoamerického státu Minnesota se sídlem v metropolitní oblasti tvořené městy Minneapolis (s konkatedrálou Panny Marie) a Saint Paul (s katedrálou sv. Pavla). Jejím současným arcibiskupem je Bernard Anthony Hebda.

## Stručná historie
Biskupství St. Paul, které v roce 1850 zřídil papež Pius IX., bylo v roce 1888 povýšeno na arcibiskupství. V roce 1966 změnilo název na Saint Paul and Minneapolis.

## Církevní provincie

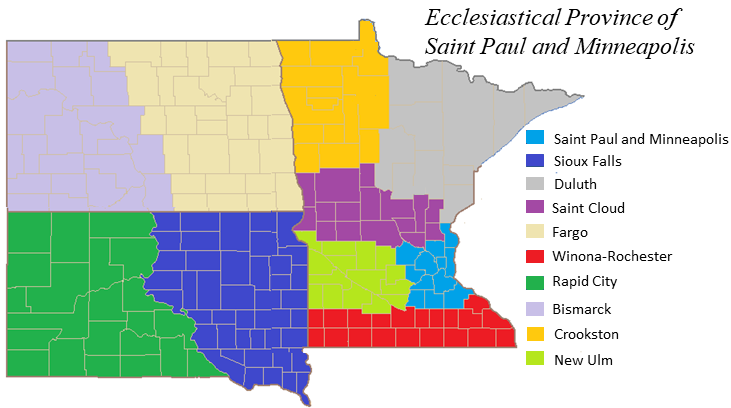
Mapa církevní provincie San Francisco

Jde o metropolitní arcidiecézi, jíž jsou podřízeny tyto sufragánní diecéze na území amerických států Minnesota, Severní Dakota a Jižní Dakota:
- diecéze Bismarck
- diecéze crookstonská
- diecéze duluthská
- diecéze Fargo
- diecéze New Ulm
- diecéze Rapid City
- diecéze Saint Cloud
- diecéze Sioux Falls
- diecéze Winona